# رکائلا آکوینو
رکائلا آکوینو (به انگلیسی: Rckaela Aquino؛ متولد ۴ ژوئیهٔ ۱۹۹۹) کشتی‌گیر آزادکار اهل گوآم است. وی سابقه حضور در المپیک ۲۰۲۰ توکیو و المپیک ۲۰۲۴ پاریس را دارد.